# Alara isabella
Alara isabella är en insektsart som beskrevs av Bernhard Zelazny 1981. Alara isabella ingår i släktet Alara och familjen Derbidae. Inga underarter finns listade i Catalogue of Life.